# San Cibrao das Viñas
San Cibrao das Viñas (Spanisch: San Ciprián de Viñas) ist eine Gemeinde im Nordwesten Spaniens mit 5.718 Einwohnern (Stand: 2024). Sie liegt in der Provinz Ourense, innerhalb der Autonomen Region Galicien nahe der Grenze zu Portugal. 

## Lage
San Cibrao das Viñas liegt etwa sieben Kilometer südlich von Ourense in einer Höhe von ca. 260 m. Durch die Gemeinde führt die Autovía A-52.

## Bevölkerungsentwicklung der Gemeinde
Legende: San Ciprián de Viñas___San Ciprian das Viñas___San Cibrao das Viñas

Quelle: INE-Archiv – grafische Aufarbeitung für Wikipedia

## Gemeindegliederung
Die Gemeinde Rubiá ist in sieben Parroquias gegliedert:
| Parroquias           | Patrozinium     | Einwohner 2024 | Fläche km² | Dichte Einw./km² | Höhe msnm | Ortskennzahl |
| -------------------- | --------------- | -------------- | ---------- | ---------------- | --------- | ------------ |
| Gargantós            | Santa Comba     | 201            | 3,50       | 57               | 439       | 32075010000  |
| Noalla               | San Salvador    | 1.358          | 5,43       | 250              | 253       | 32075020000  |
| Pazos de San Clodio  | San Clodio      | 633            | 6,18       | 102              | 299       | 32075030000  |
| Rante                | Santo André     | 354            | 3,95       | 90               | 409       | 32075050000  |
| San Cibrao das Viñas | Santo Ildefonso | 1.687          | 3,63       | 465              | 268       | 32075060000  |
| Santa Cruz da Rabeda | Santa Cruz      | 585            | 5,18       | 113              | 335       | 32075040000  |
| Soutopenedo          | San Miguel      | 857            | 11,61      | 74               | 358       | 32075070000  |

## Wirtschaft
| Ackerbau, Viehzucht und Fischerei                                                  | 037   | 01,50  |
| Industrie                                                                          | 0472  | 019,12 |
| Bauwirtschaft                                                                      | 0209  | 08,47  |
| Dienstleistungsbetriebe                                                            | 1.750 | 070,91 |
| Total                                                                              | 2.468 | 100,00 |
| * Daten aus dem Statistischen Amt für Wirtschaftliche Entwicklung in Galicien, IGE |       |        |

## Sehenswürdigkeiten
- Ildefonskirche in San Cibrao das Viñas
- Andreaskirche in Rante
- Salvatorkirche in Noalla
- Kreuzkirche von Rabeda
- Kirche von Gargantos
- Rathaus

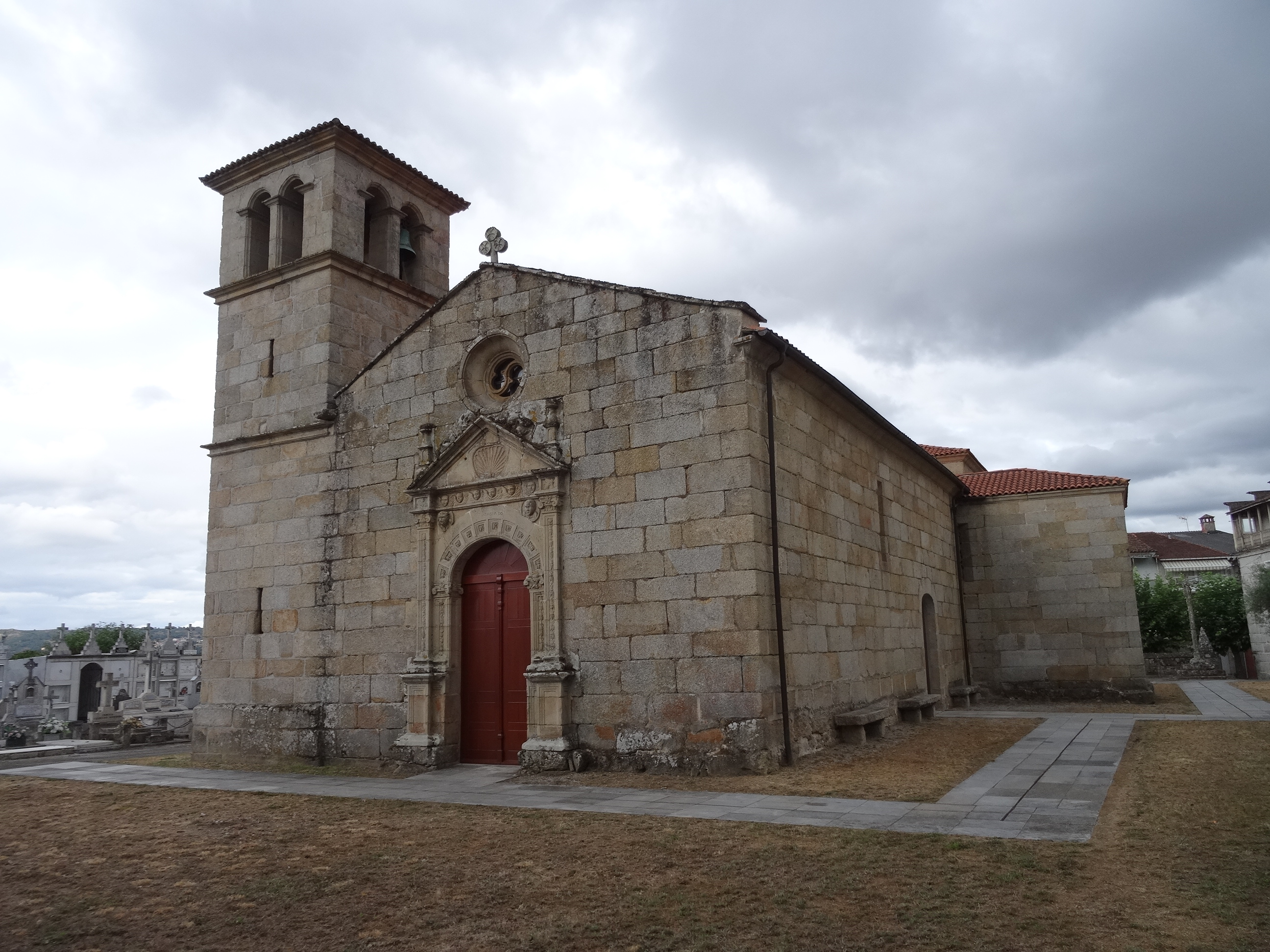
Ildefonskirche
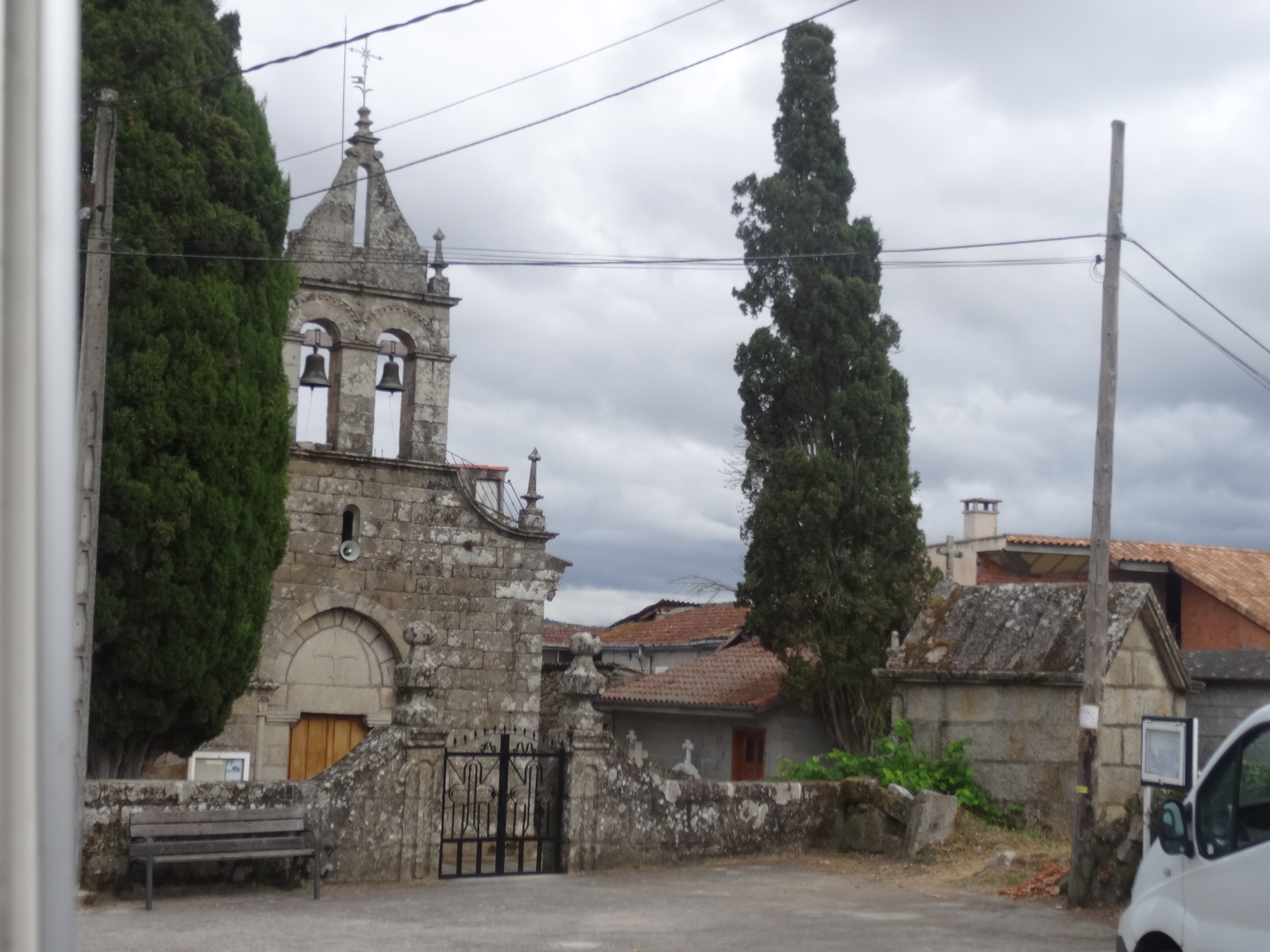
Andreaskirche in Rante
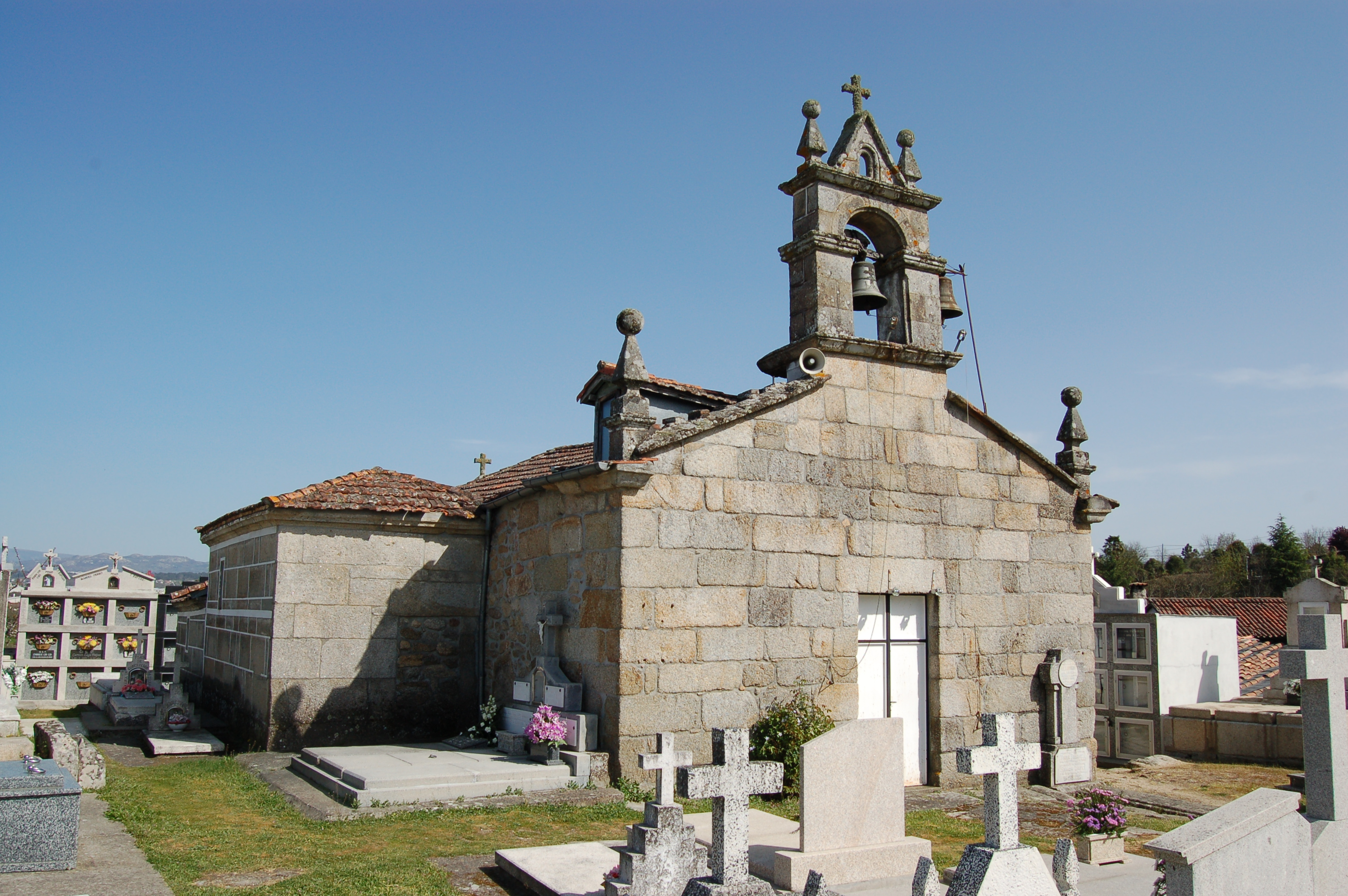
Salvatorkirche in Noalla
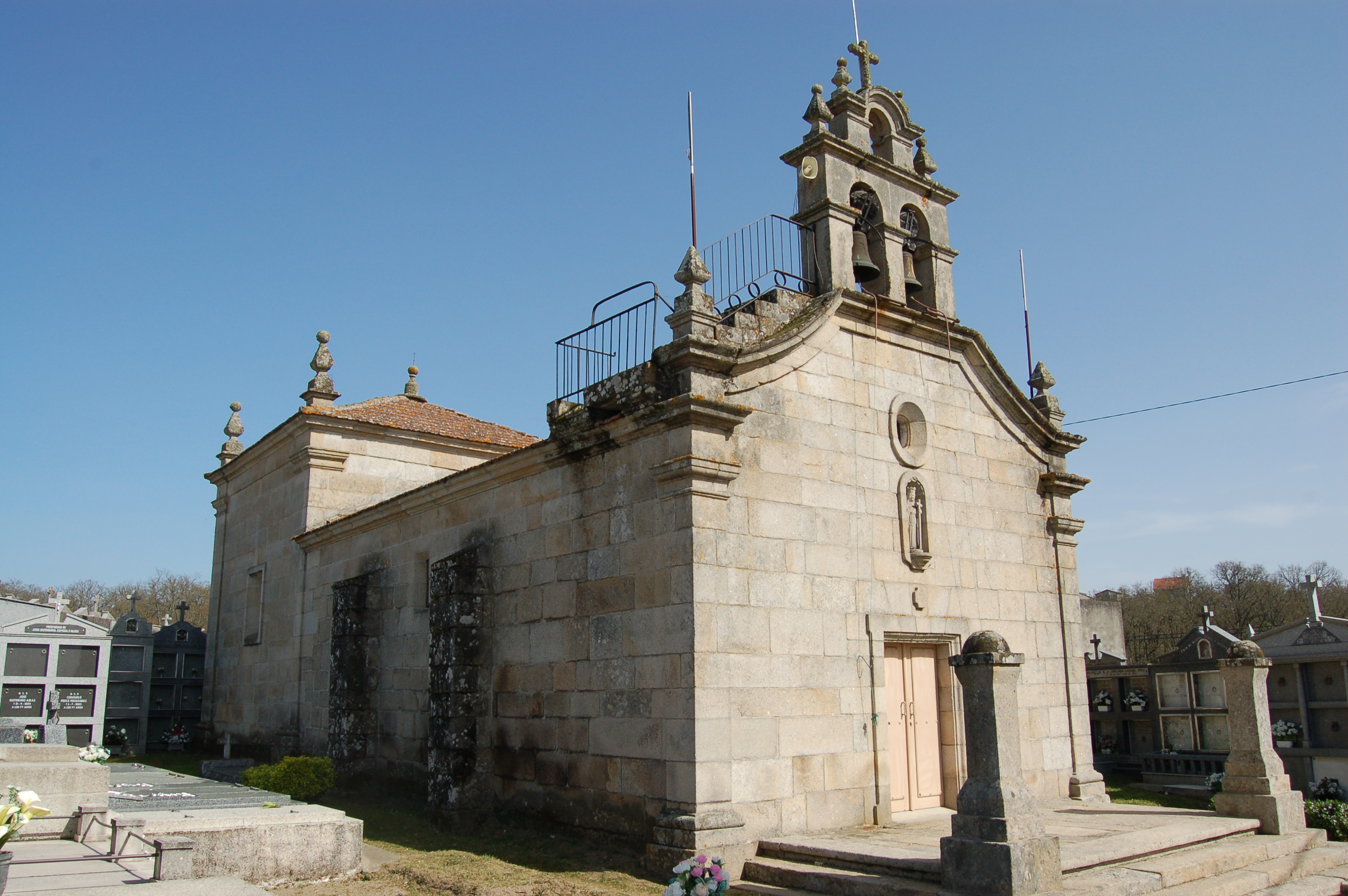
Kreuzkirche von Rabeda
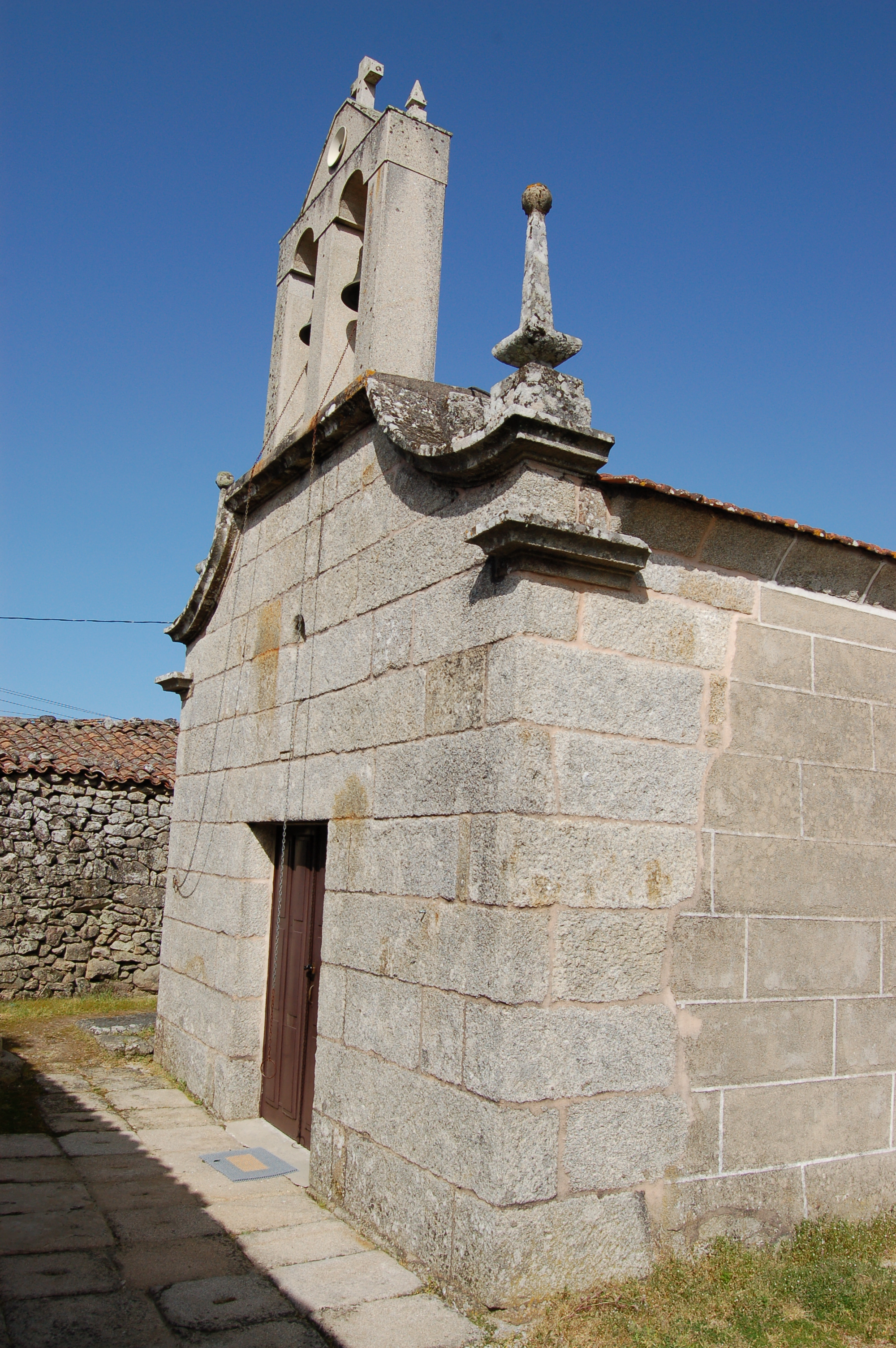
Kirche von Gargantos
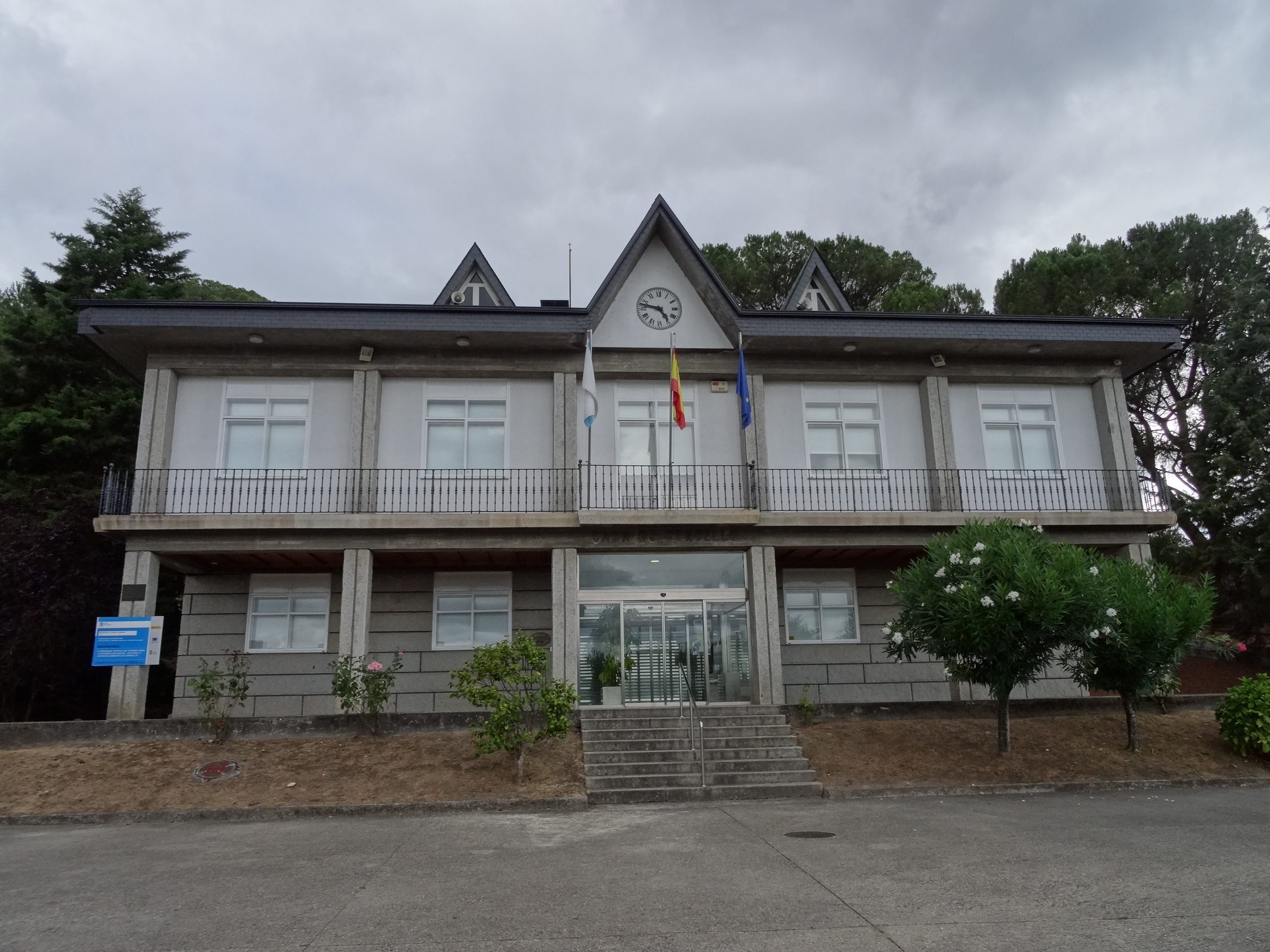
Rathaus